# Líákat Alí Chán
Líákat Alí Chán (1. října 1895, Karnal – 16. října 1951, Rávalpindí) byl pákistánský politik, jeden ze zakladatelů Pákistánu. Stal se prvním pákistánským premiérem. Zastával tento post od vzniku Pákistánu v roce 1947 až do svého zavraždění v roce 1951. Souběžně byl ministrem zahraničí, obrany a pohraničí. Před plným odštěpením od Indie byl ministrem financí v prozatímní vládě vedené generálním guvernérem Indie Louisem Mountbattenem.

## Život
Narodil se ve vlivné aristokratické muslimské rodině ve východním Paňdžábu. Vystudoval na Aligarchské muslimské univerzitě a na Oxfordské univerzitě (Exeter College) v Británii. Po návratu do Indie se živil jako advokát a politický teoretik, byl velkým propagátorem parlamentarismu v Indii. Roku 1923 vstoupil do politiky, brzy se poté stal členem politické strany Muslimská liga vedené Muhammadem Alí Džinnáhem. Byl jedním z hlavních podporovatelů Džinnáhovy kampaně za vytvoření samostatného státu pro indické muslimy. Po založení státu se stal předsedou vlády (zatímco Džinnáh prvním generálním guvernérem). Jeho vláda úspěšně čelila komunistickému pokusu o převrat. Po Džinnáhově smrti v roce 1948 Alí Chánův vliv ještě stoupl. Roku 1949 nechal v parlamentu schválit významnou rezoluci, která deklarovala, že budoucí ústava musí být, stejně jako celý stát, islámská. Všichni zástupci náboženských menšin hlasovali proti rezoluci. Ta se nicméně stala integrální součástí pákistánské ústavy. Její první věta zní: „Svrchovanost nad celým vesmírem náleží pouze Alláhovi Všemohoucímu. Autorita, kterou delegoval státu Pákistán, prostřednictvím jeho lidu, je udělena za to, že dodržuje zákony, které On stanoví jakožto svatou pravdu.“ Alí Chán si ponechal plnou kontrolu nad zahraniční politikou, snažil se dobře vycházet se Spojenými státy a západem, ačkoli o jeho přízeň stál i Sovětský svaz. Oficiálně se Pákistán připojil ke Hnutí nezúčastněných států. V roce 1951 byl na politickém shromáždění v Rávalpindí zavražděn. Podle oficiálních pákistánských zdrojů byl vrahem paštunský nacionalista z Afghánistánu. Pravděpodobně však šlo o radikálního muslima rozhořčeného tím, že Alí Chán váhal s válkou proti Indii. Po smrti mu byl udělen titul Quaid-e-Millat (Vůdce národa) a Shaheed-e-Millat (Národní mučedník).